# Bryum calophyllum
Bryum calophyllum ist ein Moos aus der Gattung der Birnmoose (Bryum).

## Merkmale
Bryum calophyllum bildet niedrige, braungrüne Rasen. Die Blättchen sind breit eiförmig, hohl und stumpf zugespitzt. Oben sind sie flachrandig und haben einen schmalen, gelblichen Blattsaum. Die Blattrippe endet unterhalb der Blattspitze. 
Die Kapsel ist braun, hängt nach unten und ist eiförmig. Sie steht auf einer langen Seta.

## Vorkommen
Die Art kommt in Eurasien und Nordamerika vor. Sie wächst auf feuchtem Sand an salzhaltigen Stellen der Küsten. In Deutschland kommt sie auf den Ostfriesischen Inseln, an der Flensburger Förde und auf Usedom vor.

## Belege
- Jan-Peter Frahm, Wolfgang Frey: Moosflora (= UTB. 1250). 4., neubearbeitete und erweiterte Auflage. Ulmer, Stuttgart 2004, ISBN 3-8252-1250-5.